# Hardy (Iowa)
Pour les articles homonymes, voir Hardy.
Hardy est une ville du comté de Humboldt, en Iowa, aux États-Unis. Elle est fondée en 1881 et incorporée le 13 avril 1915.

## Source de la traduction
- (en) Cet article est partiellement ou en totalité issu de l’article de Wikipédia en anglais intitulé « Hardy, Iowa » (voir la liste des auteurs).